# Упорников, Николай Николаевич
Николай Николаевич Упорников (1887—1958) — русский военный деятель, генерал-майор Белой армии (1920), участник Первой мировой войны и Гражданской войны в России.

## Биография
Родился 15 июня (по другим данным 5 июля) 1887 года в дворянской семье офицера, казак станицы Акишевской области Войска Донского. Брат Бориса Николаевича Упорникова (род. 1894), есаула лейб-гвардии 6-й Донской казачьей батареи.
Образование получил в Донском кадетском корпусе и Михайловском артиллерийском училище, которое окончил в 1907 году, произведён в офицеры и направлен в лейб-гвардии 6-ю Донскую казачью батарею. Участвовал в Первой мировой войне. В 1914 году – подъесаул, в 1916 году – есаул, в декабре 1916 года – полковник, командир 6-й Донской казачьей батареи. После Октябрьской революции вступил в Донскую армию (1918) и принимал участие в Гражданской войне в России.
В январе-феврале 1918 года – начальник личной охраны Донского атамана, командир офицерской казачьей дружины при атамане, с марта 1918 года — начальник партизанского отряда, с 28 августа по октябрь 1918 года – начальник отряда своего имени (бывший отряд полковника Толоконникова), образованного из бывшей 2-й Донской казачьей пешей дивизии. На 1 января 1919 года – инспектор артиллерии Северо-Западной группы Северного фронта армии, затем — командир артиллерийского дивизиона 1-й Донской конной дивизии, с 1920 года и до эвакуации из Крыма – командир 1-го Донского конно-артиллерийского дивизиона. Генерал-майор с 9 марта 1920 года.
Эвакуировался на остров Лемнос в мае 1921 года. Затем находился в Константинополе и в лагере русских беженцев на турецком полуострове Калоераки. В 1924 переехал во Францию, где состоял в Объединении лейб-гвардии Конной артиллерии в Париже.
Умер 17 июня 1958 года в Париже, был похоронен на кладбище Сент-Женевьев-де-Буа, где рядом была похоронена в 1969 году его жена Анна Степановна.

## Награды
В числе наград ордена:
- Святой Анны 4-й степени с надписью «За храбрость» (1915)
- Святой Анны 3-й степени с мечами и бантом (1915)
- Святого Владимира 4-й степени с мечами и бантом (1915)
- Мечи и бант к ордену Святого Станислава 3-й степени (1916)
- Святого Станислава 2-й степени с мечами (1916)